# Bharhut
Bharhut ou Bharhat (Hindi: भरहुत) est un village du District de Satna dans l'état de Madhya Pradesh (Inde centrale). Il doit sa célébrité à un stūpa bouddhiste remontant aux alentours de l'an 200 av. J.-Chr. Ce sanctuaire, mis au jour au XIXe siècle, contenait des vedika portant presque intacts des bas-reliefs sculptés dans le grès rouge. Ils sont aujourd'hui conservés au Musée indien de Calcutta.

## Localisation
Ce village du district de Satna s'étend sur une colline à 320 m d'altitude. Le chef-lieu de district, Satna, où se trouve d'ailleurs la gare la plus proche, n'est qu'à 20 km au nord (par la route). Les pittoresques cités hindoues de Nachna et de Bhumara se trouvent à une douzaine de kilomètres, respectivement au nord et au sud-ouest.

## Histoire

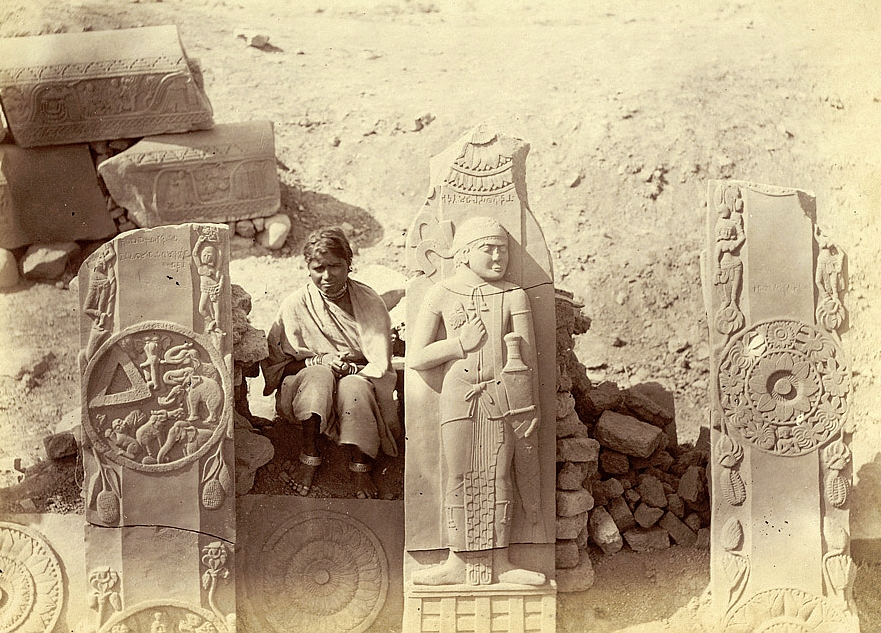
Photo d'époque des fouilles.

Le stūpa de Bharhut a été édifié à la fin du IIIe siècle av. J.-C., c'est-à-dire à l'époque du roi des Maurya, Ashoka. Sa clôture de pierre a sans doute été construite un siècle plus tard, sous le règne de la dynastie Shunga. Les vestiges les plus récents remontent à l'ère médiévale (vers le Xe siècle); on ignore si le stūpa était alors encore intact. Il sombra dans l'oubli à l'époque de l'expansion de l’Islam sur une grande partie du Nord de l'Inde, et fut peut-être profané intentionnellement. Par la suite, les riverains y empruntèrent des pierres pour construire leur maison. Le site en ruines fut découvert à partir de 1873 par Alexander Cunningham, directeur de l’Archaeological Survey of India ; les fouilles commencèrent dès l'année suivante.

## Le sanctuaire bouddhiste
Le stūpa de Bharhut était, selon Cunningham, d’un diamètre de 20,70 m, c’est-à-dire presque aussi grand que le stūpa de Sanchi ; il devait avoir une hauteur comprise entre 8 et 10 m, (elle n’est plus à présent que de 1 m). Sans doute, cet amoncellement de briques en terre cuite était recouvert de pierres plates avec  une petite colonnade (harmika) surmontée d'un (chatra) en guise de couronnement. Il n’abritait à l’origine aucun bas-relief ; les fidèles le vénéraient lors de processions en cercle (pradakshina) dans le sens des aiguilles d’une montre.

## Les Vedika

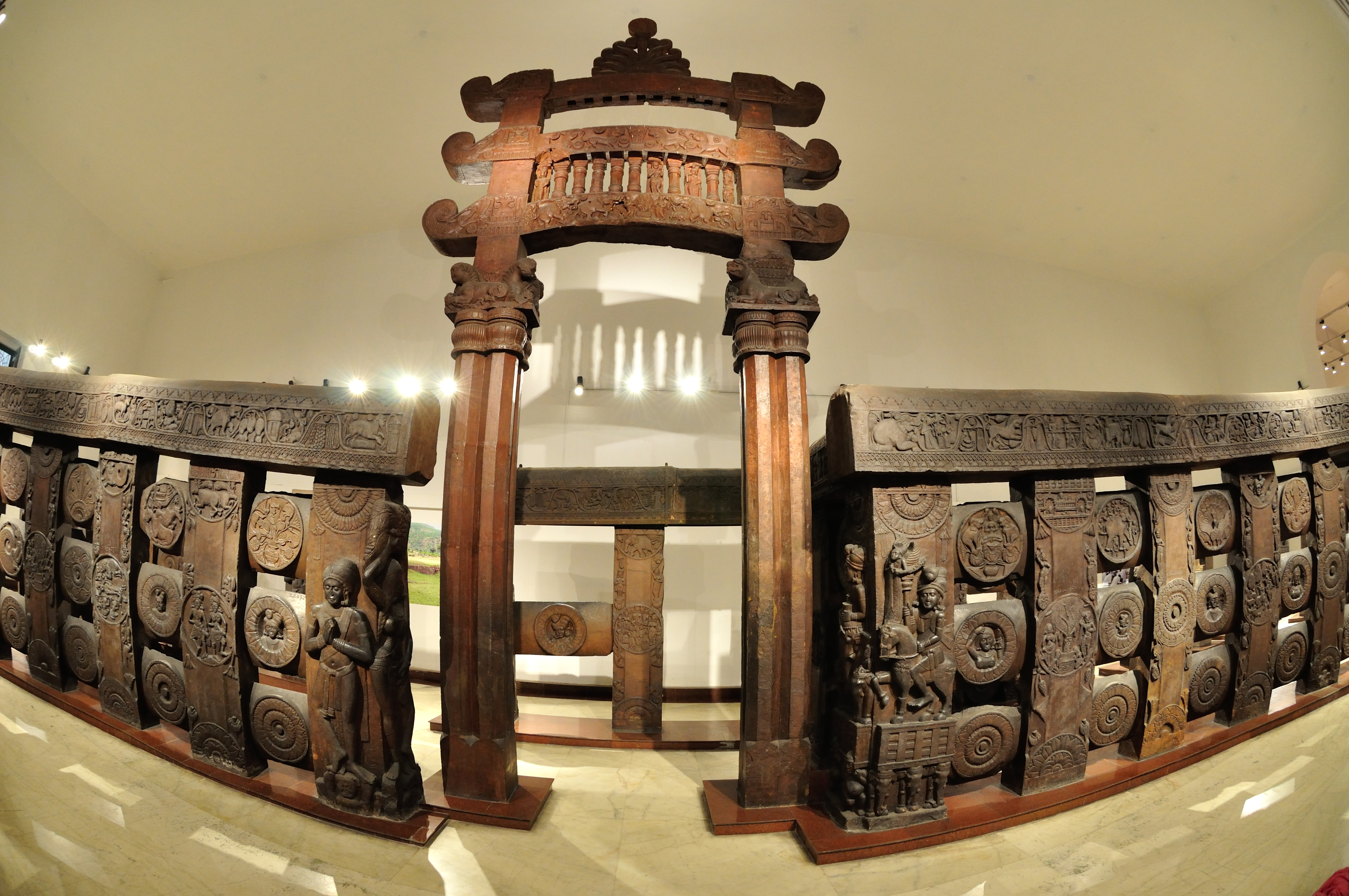
Palissade en pierre (vedika) et porte orientale (torana) du stūpa de Bharhut au Musée indien de Calcutta.

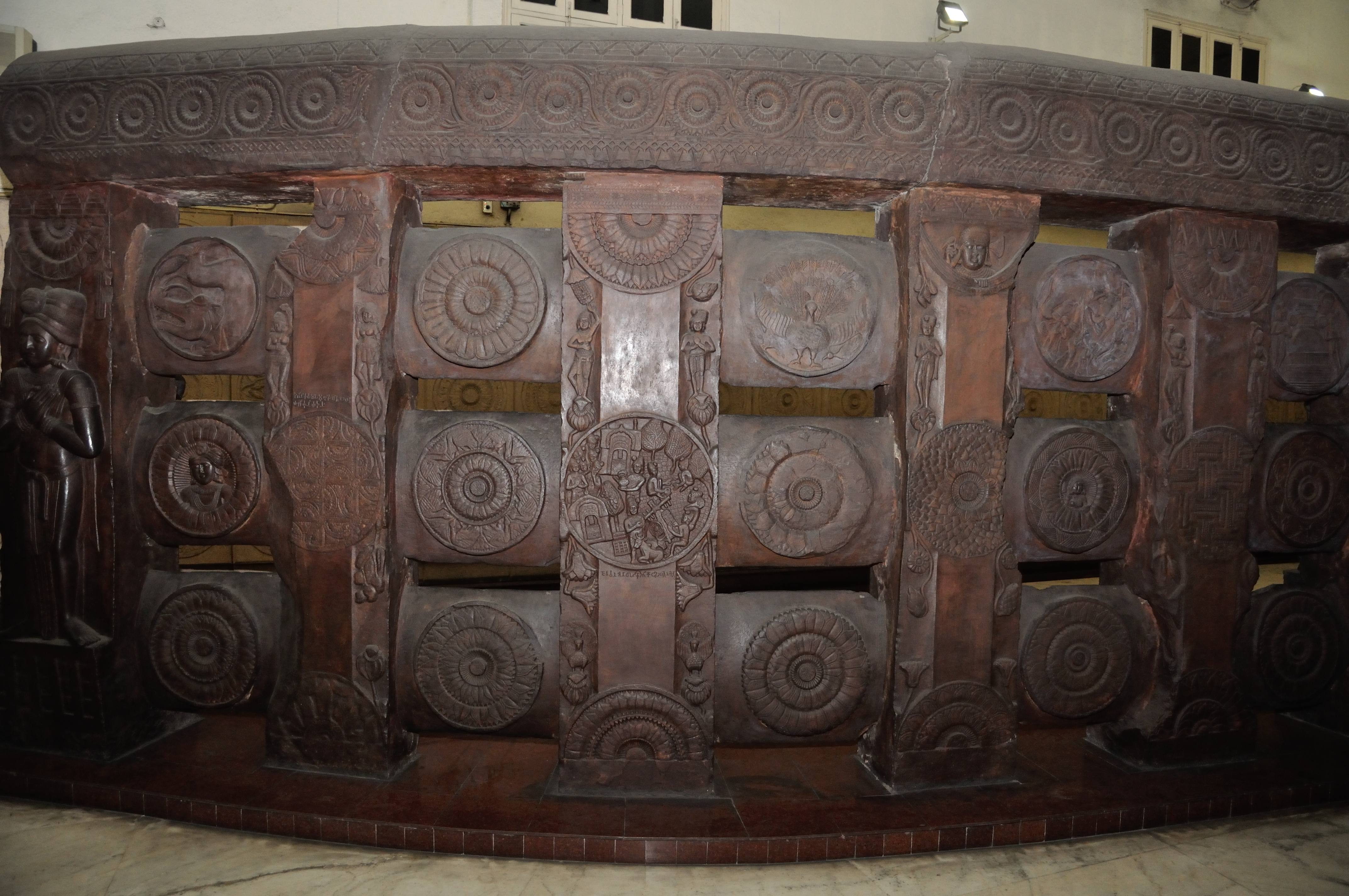
Détail de la palissade en pierre sculptée (vedika).

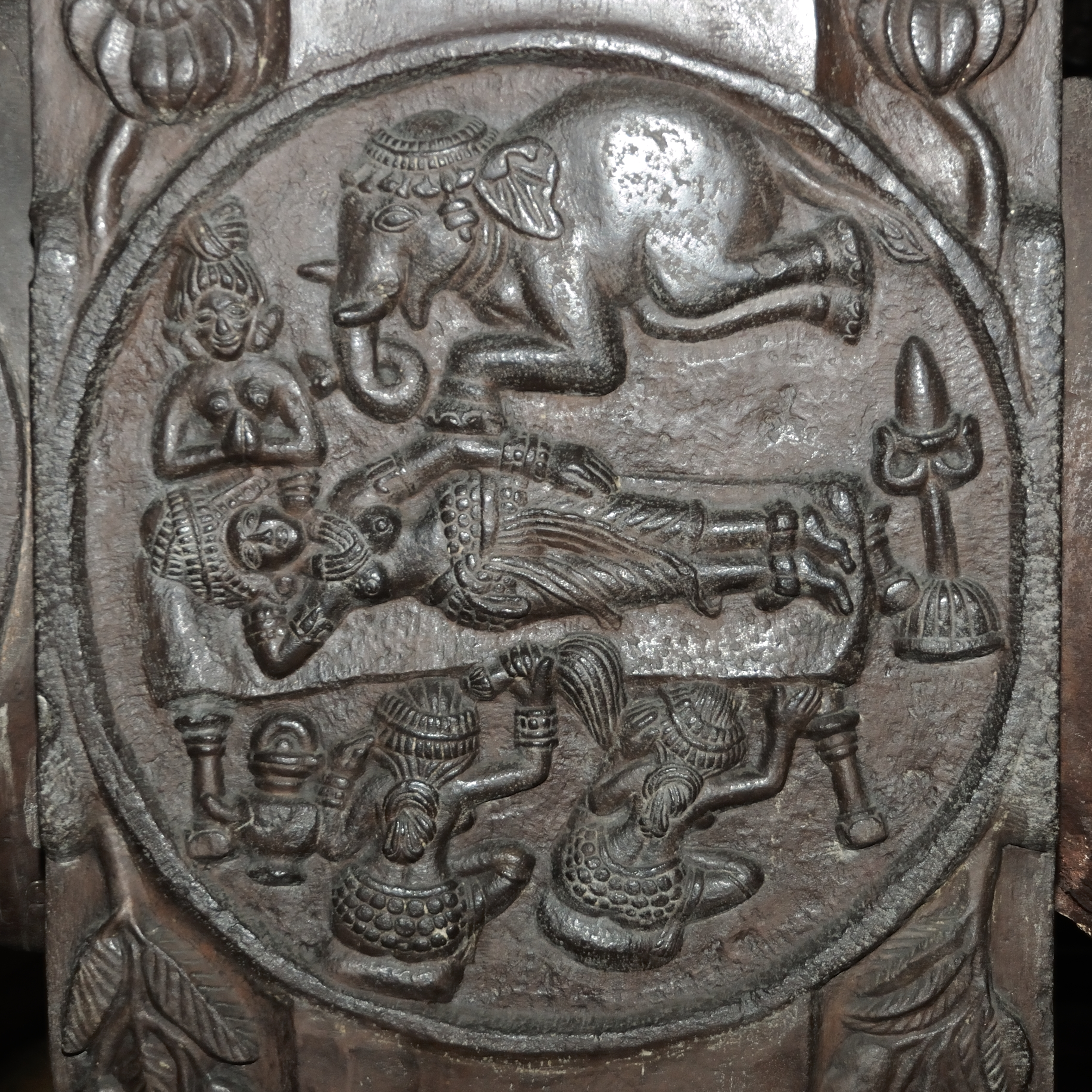
Rêve de la reine Māyā.

Les palissades en pierres (vedika) sculptées composant la clôture d’enceinte du stūpa représentent l’un des chefs-d'œuvre des débuts de l’Art bouddhique : cette palissade en blocs de grès rouge foncé a un diamètre de 26,90 m. À l'origine, cette enceinte consacrée protégeait le sanctuaire des intrusions de ruminants, tout en offrant aux moines et aux dignitaires du royaume de se recueillir dans un endroit coupé du monde. La clôture en pierre était ajourée de quatre grandes portes (toranas) placées aux quatre points cardinaux, surmontées de trois linteaux en pierre terminés latéralement par des volutes. Les deux linteaux inférieurs étaient supportés par des colonnettes rythmées par des effigies taillées dans le grès.
Les bas-reliefs et les polissages aux contours arrondis des moëllons formant la palissade d'enceinte représentent surtout des motifs floraux ou abstraits, ainsi que quelques monstres marins (makaras), quelques scènes mythologiques et des bustes humains ; autour des portes, les moëllons carrés illustrent les vies antérieures (Jātakas) du Bouddha. Les poteaux principaux de la palissade (vedika) représentent souvent des hommes et des femmes avec les bras croisés devant la poitrine ou les mains jointes. Les poteaux secondaires sont souvent ornés de petits yakshi- ou de figurines shalabhanjikas. L'usure des bas-reliefs, polis par plus de 2 000 ans de vénération et parfois de vandalisme laisse au visiteur une impression profonde de traverser les âges.

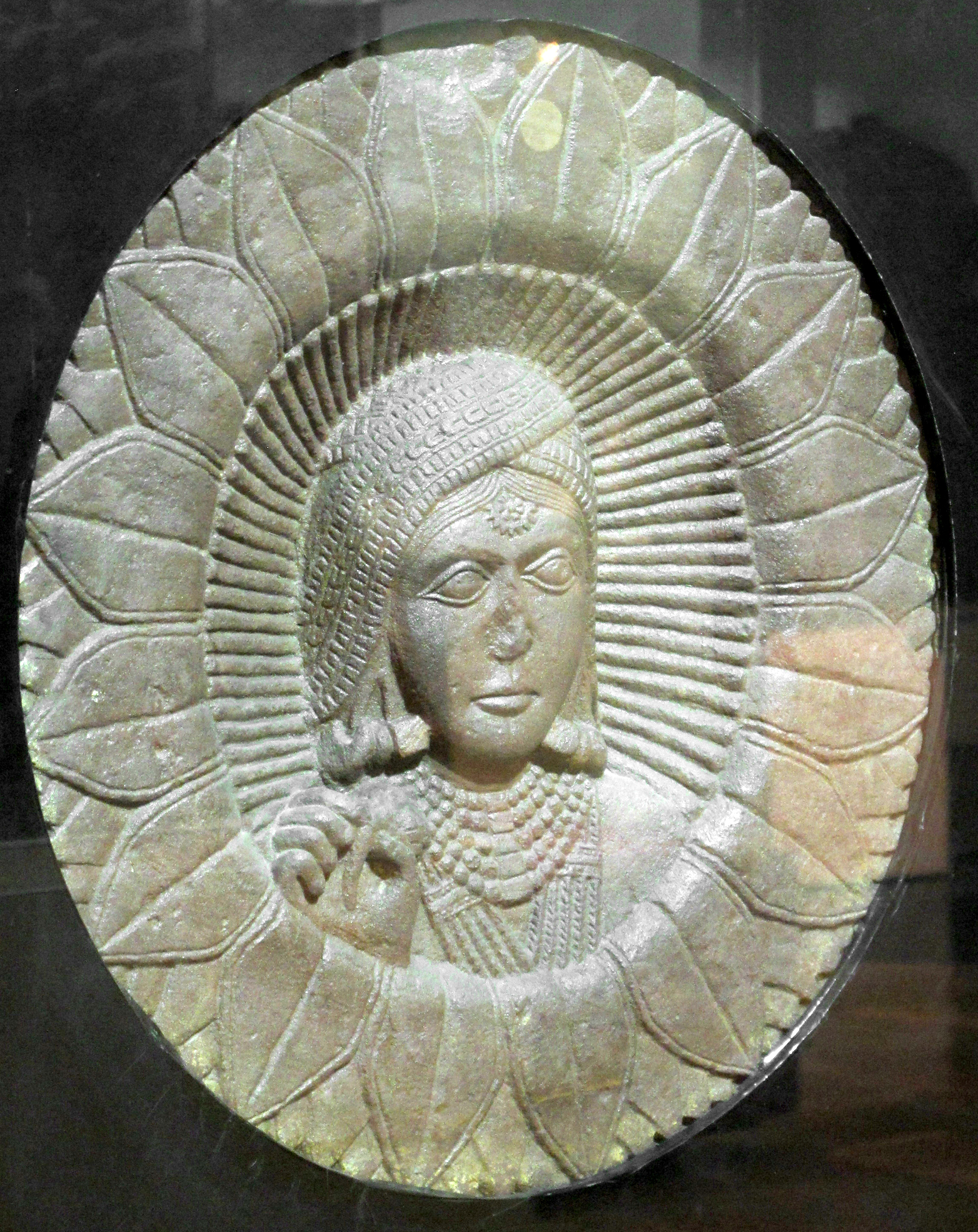
Bas-relief représentant une Yakshi

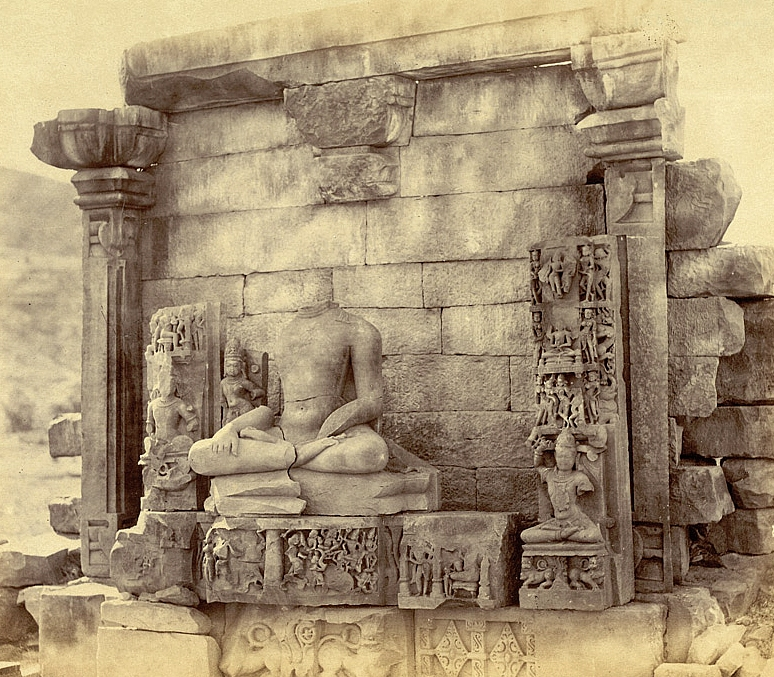
Abside du temple avec Bouddha assis.

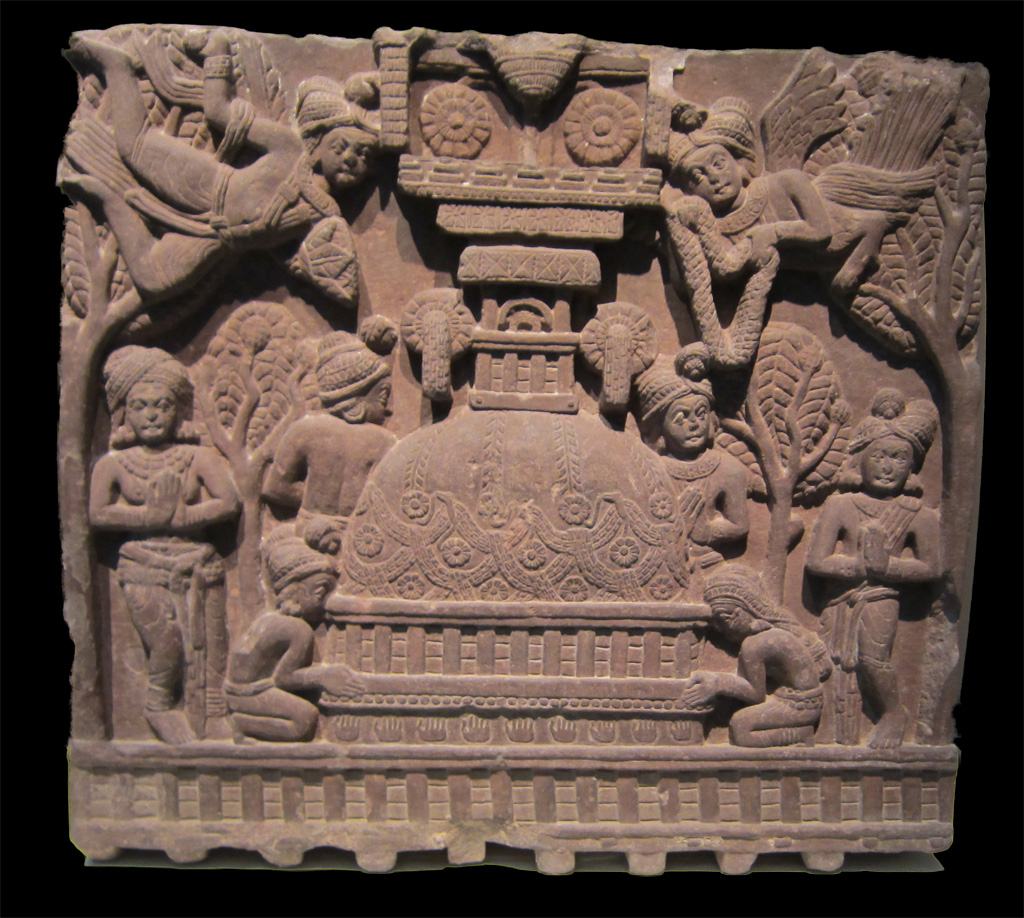
La vénération du stūpa
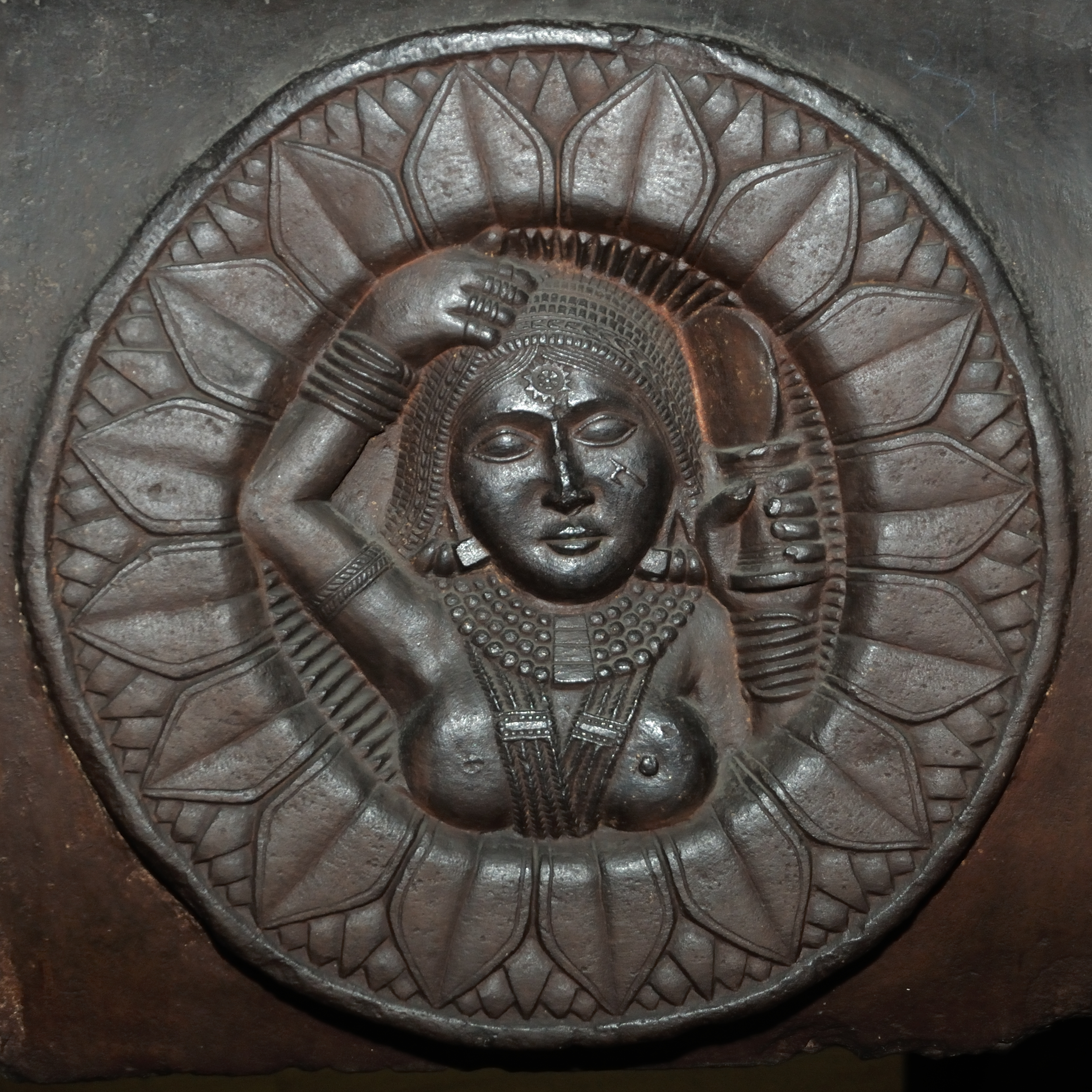
Personnage féminin au miroir
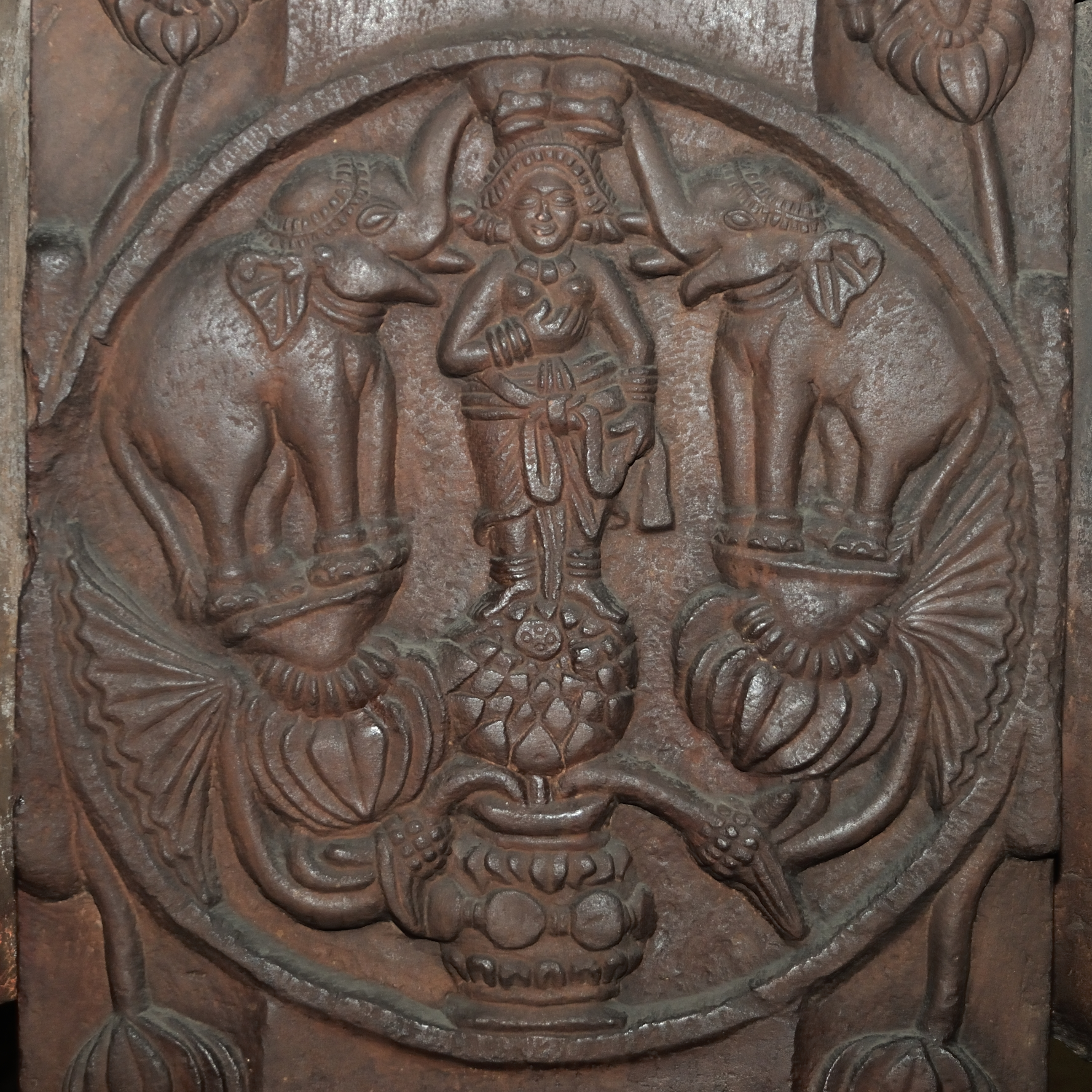
Médaillon Gaja-lakshmi
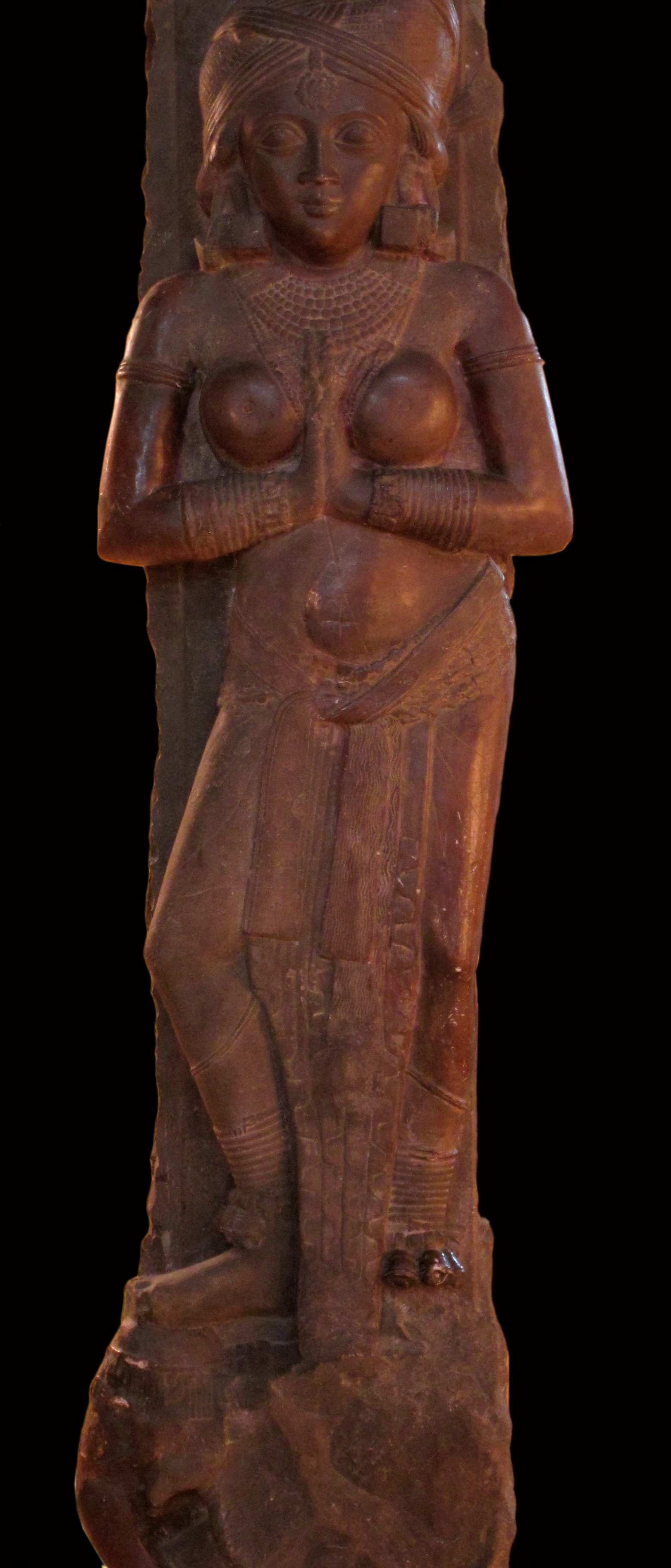
Bas-relief représentant une yakshi
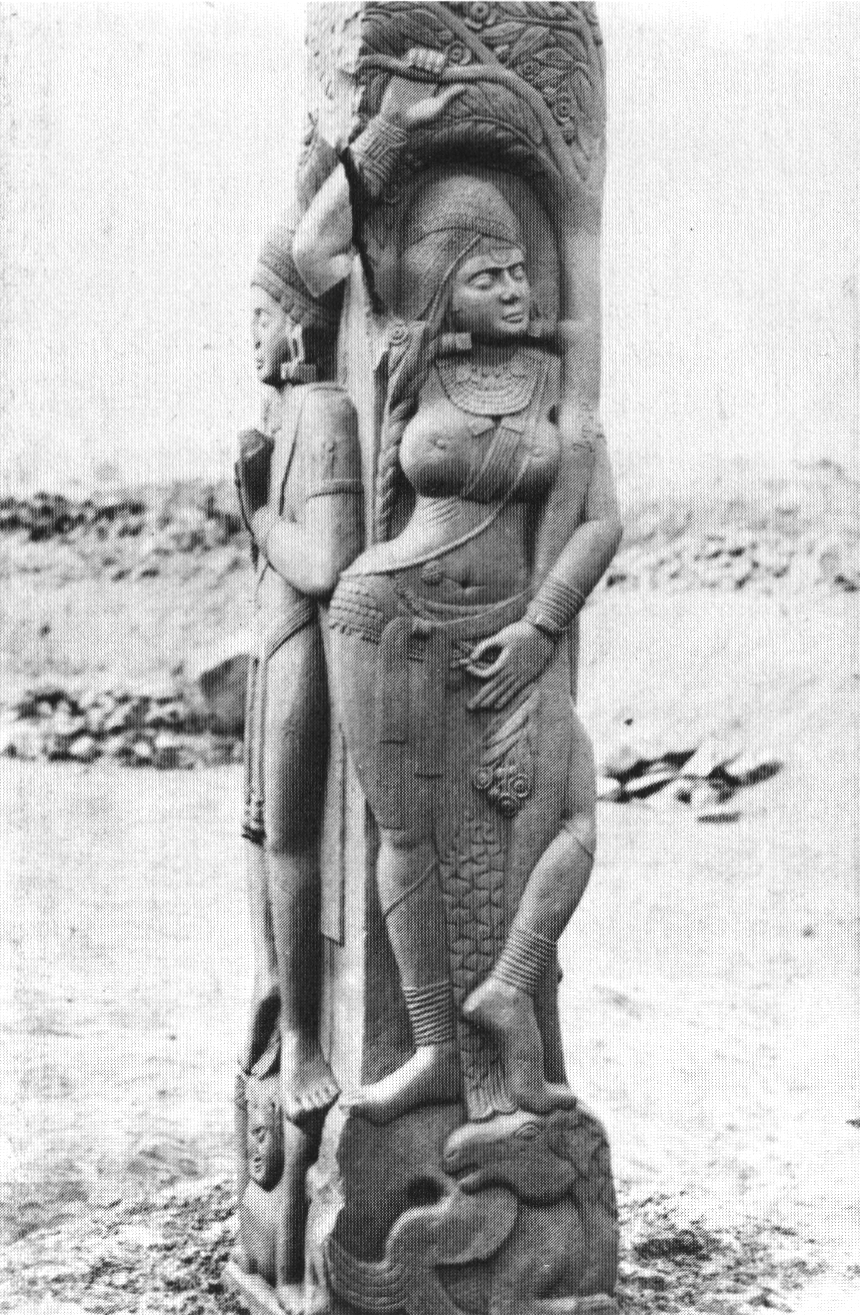
Nymphe (shalabhanjika).

## Le temple
Il y avait un petit temple remontant aux alentours de l’an mil, dont il ne nous reste que des photos :  il abritait la statue décapitée d’un  Bouddha dans la posture traditionnelle de la bhumisparshamudra (main droite vers le sol), qui est une invocation à la terre ; cette statue s’inscrivait entre les deux colonnes d’un torana, ornées de bas-reliefs sculptés représentant les divinités célestes de l’hindouisme  (Shiva, Brahma et Indra).

## Voir également
- (en) « Stupa de Bharhut : photos et informations détaillées », sur Jatland Wiki
- (en) « Photos des bas-reliefs de la stupa de Bharhut », sur photodharma
- (en) « photo et explications sur le galerie de Bharhut au Musée Indien de Calcutta »
- (en) « Photo du temple de Bharhut », sur British Library
- (en) « Les inscriptions de Bharhut », sur British Library